# 2-aminofenol
2-aminofenol is een organische verbinding met als brutoformule C6H7NO. De stof komt voor als witte kristallen, die goed oplosbaar zijn in heet water. De kristallen worden bruin bij blootstelling aan licht of lucht.

## Synthese
2-aminofenol wordt industrieel gesynthetiseerd door reductie van 2-nitrofenol met diwaterstof en een katalysator, bijvoorbeeld ijzer.

## Toepassingen
Samen met het structuurisomeer 4-aminofenol is 2-aminofenol een reductor, die wordt gebruikt bij de bereiding van kleurstoffen en heterocyclische verbindingen. Het kent ook toepassingen bij synthese van geneesmiddelen en een aantal metaalcomplexen.

## Toxicologie en veiligheid
2-aminofenol ontleedt bij verhitting, met vorming van toxische gassen (stikstofoxiden). Het reageert hevig met oxiderende stoffen en sterke zuren, waardoor brand- en ontploffingsgevaar ontstaan.
De stof kan effecten hebben op het bloed, met als gevolg de vorming van methemoglobine.